# Clurichaun
El clurichaun (/ˈklʊərɨkɔːn/) (en irlandès), és un ser de fada irlandès, borratxo, solitari i hostil, "imatge nocturna i maligna" del leprechaun. Viuen a les nits i els agrada muntar ovelles i gossos com si fossin cavalls.
Es diu que si els tractes bé, tindran cura del teu celler, però si se'ls tracta malament, causaran excessos a casa teva i vessaran tot el teu vi.